# Ramona Portwich
Ramona Portwich, född den 5 januari 1967 i Rostock, Tyskland, är en östtysk och därefter tysk kanotist.
Hon tog OS-guld i K-4 500 meter i samband med de olympiska kanottävlingarna 1988 i Seoul.
I samband med de olympiska kanottävlingarna 1992 i Barcelona tog hon OS-guld i K-2 500 meter och OS-silver i K-4 500 meter. Hon tog slutligen OS-guld igen på K-4 500 meter och OS-silver i K-2 500 meter i samband med de olympiska kanottävlingarna 1996 i Atlanta.